# Греческая улица (Таганрог)
Греческая улица — одна из основных исторических улиц в центре Таганрога.
Расположена между Комсомольским бульваром и переулком Малосадо́вым, упираясь в Парк культуры и отдыха им. Горького. Протяжённость 2165 м. Нумерация домов ведётся от Комсомольского бульвара.
В 1923 году Греческая улица переименована в ул. III Интернационала. Историческое название возвращено 70 лет спустя.

## На улице расположены
- Александровская кампличка (уничтожена) —  часовня, построенная в честь спасения жизни императора Александра II при покушении на него 4 апреля 1866 года. Снесена в 1929 году.
- дом № 30 — Дом Чернояровой.
- дом № 32 — Дом Лобанова.
- дом № 32 — Дом Давидовича.
- дом № 36 — Дом Ханжонкова.
- дом № 37 — Городской шахматный клуб «Досуг».
- дом № 38 — Дом Франка.
- дом № 39 — Дом Ласкина.
- дом № 40 — Дом градоначальника Папкова, где умер император Александр I.
- дом № 41, 43 — Больница водников.
- дом № 42 — Дом Лакиеров.
- дом № 44 — Второй дом Лакиеров.
- дом № 46 — Дом Йорданова.
- дом № 47 — Дом Деминой-Качони.
- дом № 48 — Выставочный зал Таганрогского отделения СХ России.
- дом № 50 — Дом Аверьино.
- дом № 53 — Дом Номикоса.
- дом № 54 — Церковь Святых царей Константина и Елены (уничтожена, ныне — многоквартирный жилой дом).
- дом № 55 — Дом Цысаренко.
- дом № 56 — Дом Чайковского и нотная библиотека
- Каменная лестница, спускающаяся к Пушкинской набережной.
- Старые солнечные часы.
- дом № 58 — Комитет по управлению имуществом.
- дом № 61 — Дом Паласова.
- дом № 62 — Церковь Сурб Акоб (уничтожена, ныне — многоквартирный жилой дом).
- дом № 63 — Дом Перелешина .
- дом № 64 — Дом Перестиани.
- дом № 65 — Дом Фистиной.
- дом № 69 — Дом Чебаненко.
- дом № 71 — Дом Чебоненко.
- дом № 78 — Дом Филевского.
- дом № 83 — Дом Поганата.
- дом № 84 — Дом Синоди-Попова.
- дом № 86 — Дом таганрогского казначейства.
- дом № 87 — Дом почтмейстера.
- дом № 88 — Телеграфный дом.
- дом № 90 — Редакция газеты «Таганрогская правда».
- дом № 95 — Клуб общественного собрания.
- дом № 100 — Дом Руокко.
- дом № 101 — Дом Маврокордато.
- дом № 102 — Дом Камбурова.
- дом № 103/3 — Отдел УФСБ России по Ростовской области в г. Таганроге.
- дом № 104 — Городская поликлиника № 2.